# Kazoku

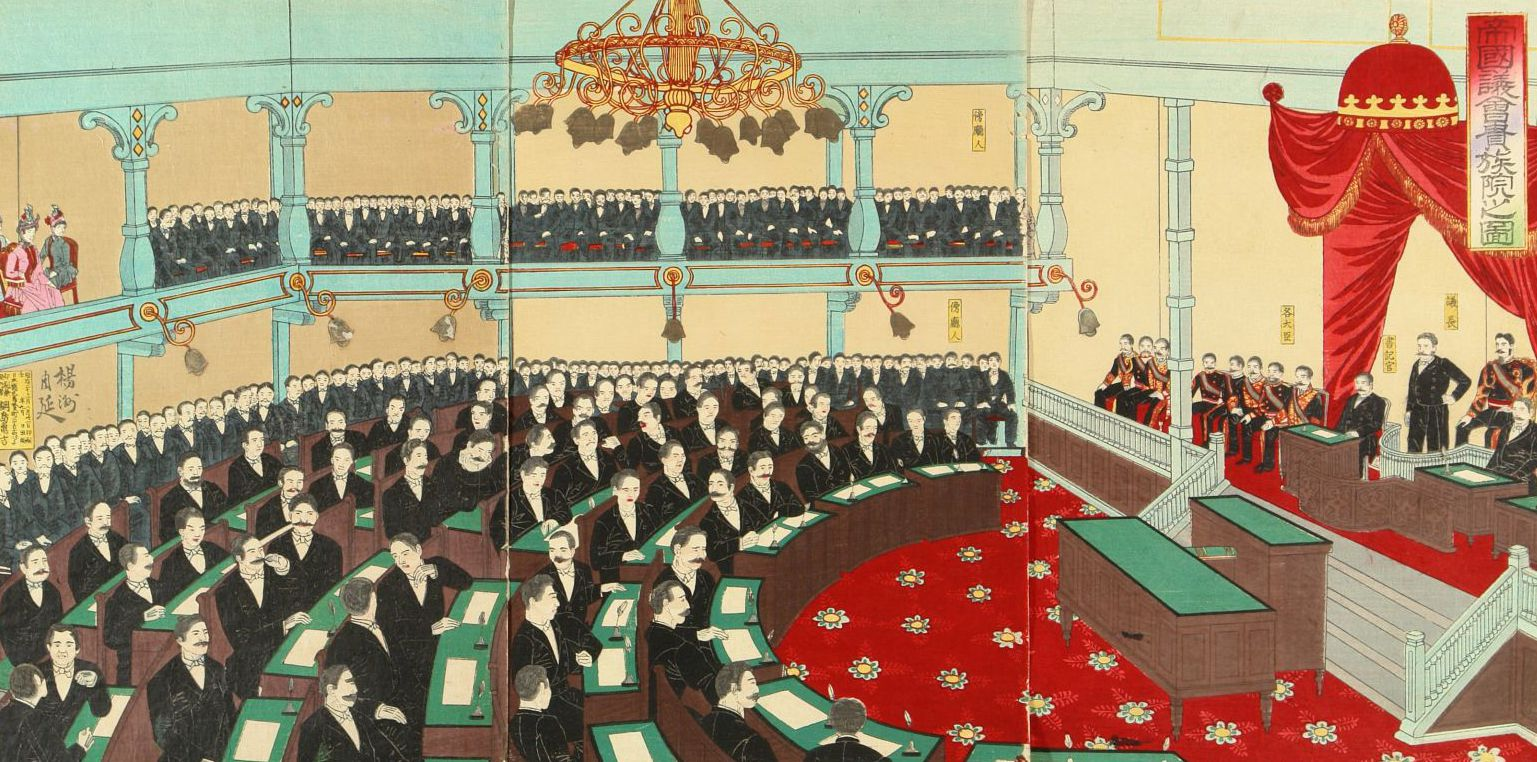
Zadesání Sněmovny lordů s císařem Meidžim dávajícím proslov.(Ukijo-e deskotisk, Čikanobu Tojohara, 1890)

Kazoku (華族; „velkolepá/vznešená linie”) byla dědičná aristokracie Japonského císařství, která existovala v letech 1869–1947. Zformovala se sloučením feudálních pánů (daimjó) a dvorské šlechty (kuge) do jednoho systému modelovanéhpo podle vzoru britské šlechty. Občasně byli do šlechtického stavu povýšeni distingovaní vojenští velitelé, politici a učenci (新華族, šin kazoku; doslova. „nově povýšení do šlechtického stavu”), což trvalo až do porážky země v druhé světové válce v roce 1945. Systém byl zrušen japonskou konstitucí v roce 1947, která zakázala jakoukoli formu aristokracie, ale i přesto potomci kazoku stále tvoří jádro tradiční vyšší třídy ve společnosti, která se odlišuje od tzv. nouveau riche (zbohatlíků).
Kazoku (華族) by se nemělo zaměňovat s „kazoku (家族)”, což jsou slovo, které se v Japonštině vyslovuje stejně, ale píše se jinými znaky, jejichž význam je „nejbližší rodina”.

## Vznik

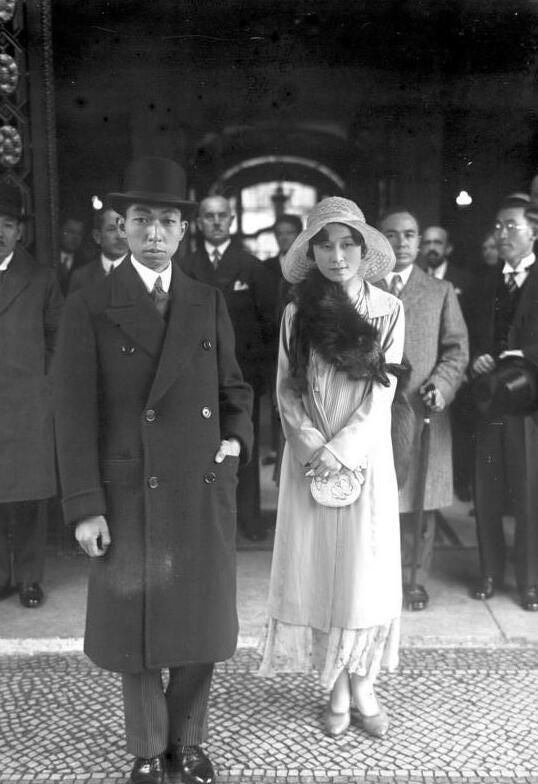
Princ a princezna Takamacu u vstupu do Hotelu Adlon v roce 1930

Po sérii reforem Meidži v roce 1868, starobylá kjótská šlechta kuge (公家) získala zpět část svého ztraceného postavení. Několik členů kuge jako např. Tomomi Iwakura a Tadajasu Nakajama, sehrálo klíčovou roli při svržení šogunátu Tokugawa. Počáteční vláda Meidži jmenovala kuge do čela všech sedmi nově zřízených správních úřadů.
Oligarchové Meidži v rámci svých západních reforem z 25. července 1869, sloučili kuge s bývalými daimjó (大名, feudální páni) do rozšířené aristokratické třídy, aby dali na vědomí, že kuge a bývalí dajmjó, jsou odlišná společenská třída odlišená od ostatních společenských tříd šizoku (士族, bývalí samurajové) a heimin (平民, prostí lidé). Ti přišli o svá územní privilegia. Jeden z hlavních autorů ústavy Meidži, Hirobuni Itó, zamýšlel, aby nová šlechta kazoku sloužila jako politický a společenský obranný val pro „obnoveného” císaře a japonskou císařskou instituci. V té době tvořily kuge (142 rodin) a bývalí daimjó (285 rodin) skupinu čítající 427 rodin.
Všichni členové kazoku bez oficiálního vládního jmenování v provinciích byli zpočátku povinni pobývat v Tokiu. Koncem roku 1869 byl přijat penzijní systém, který postupně vytlačil kazoku z funkcí guvernérů provincií a vedoucích představitelů vlády. Vládou slibované důchody byly nakonec nahrazena státními dluhopisy.

## Život

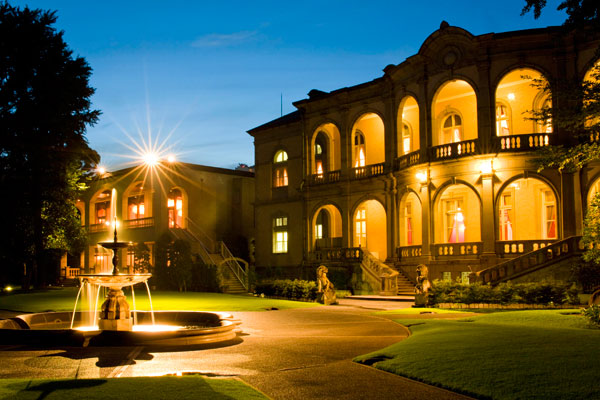
Dům pro hosty baronie Micui (Mita, Tokio)

Ačkoli se od rodin patřící mezi kazoku očekávalo, že budou vést život na úrovni odrážející jejich postavení, životní úroveň jednotlivých rodin se značně lišila. Rodiny kuge na tom byly zpravidla hůře, než rodiny daimjó. Nara kazoku (奈良華族), sestávající z 26 mnišských rodin z Kófukudži, které patřily mezi kuge (22 z nich patřilo ke klanu Fudžiwara), se všechny staly barony v rámci systému kazoku. Byly považovány za nejchudší a dostávaly dodatečný příjem na živobytí. Průzkum z roku 1915 zjistil, že rodina kazoku měla v průměru 13 služebníků. zatímco nejmajetnější rodiny jich měly stovky.
Téměř všichni dědiční nástupci kazoku, kteří vyrostli v Japonsku, navštěvovali základní a střední školu Gakušúin. Pro vysokoškolské vzdělání byly mezi nejoblíbenějšími institucemi Tokijská univerzita (nazývaná Tokijská císařská univerzita; studoval zde např. princ Iemasa Tokugawa, hrabě Jorijasu Arima) a námořní vojenské akademie (např. vikomt Naganari Ogasawara, markýz Tošinari Maeda). Někteří se rozhodli pro vzdělání v zámoří, např. na Eton College (např. princ Iesato Tokugawa) a Cambridgeské univerzitě (např. markýz Masaudži Hačisuka, baron Koajata Iwasaki). Po skončení vzdělání se věnovali různým kariérám jako státní činitelé ve Sněmovně lordů, diplomaté (např. Jošičika Tokugawam princ Tomohide Iwakura). Mezi ty, kteří se vydali spíše neobvyklou kariérní cestou patřili markýz Joši Hidžikata, který se stal komunistou a utekl do Sovětského Ruska, a Meiho Ogasawara, dědic vikomtství, který následoval svou vášeň pro film a v roce 1935 byl vyděděn.
Členové kazoku obvykle uzavírali sňatky v rámci své společenské třídy. Zákon o císařské domácnosti z roku 1889 zakazoval císařským princům sňatky s obyčejnými lidmi, čímž byly jejich možnosti omezeny na princezny a dcery rodin kazoku. Mezi dcery z rodin kazoku, které se provdaly do císařské rodiny patří Kikuko, princezna Takamacu (rozená Tokugawa), Juriko, princezna Mikasa (rozená Takagi) a Secuko, princezna Čičibu (rozená Macudaira).

## Galerie

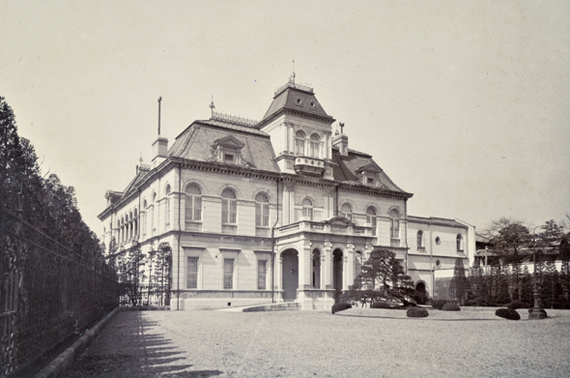
Tokijský dům markýze Naohira Nabešimy
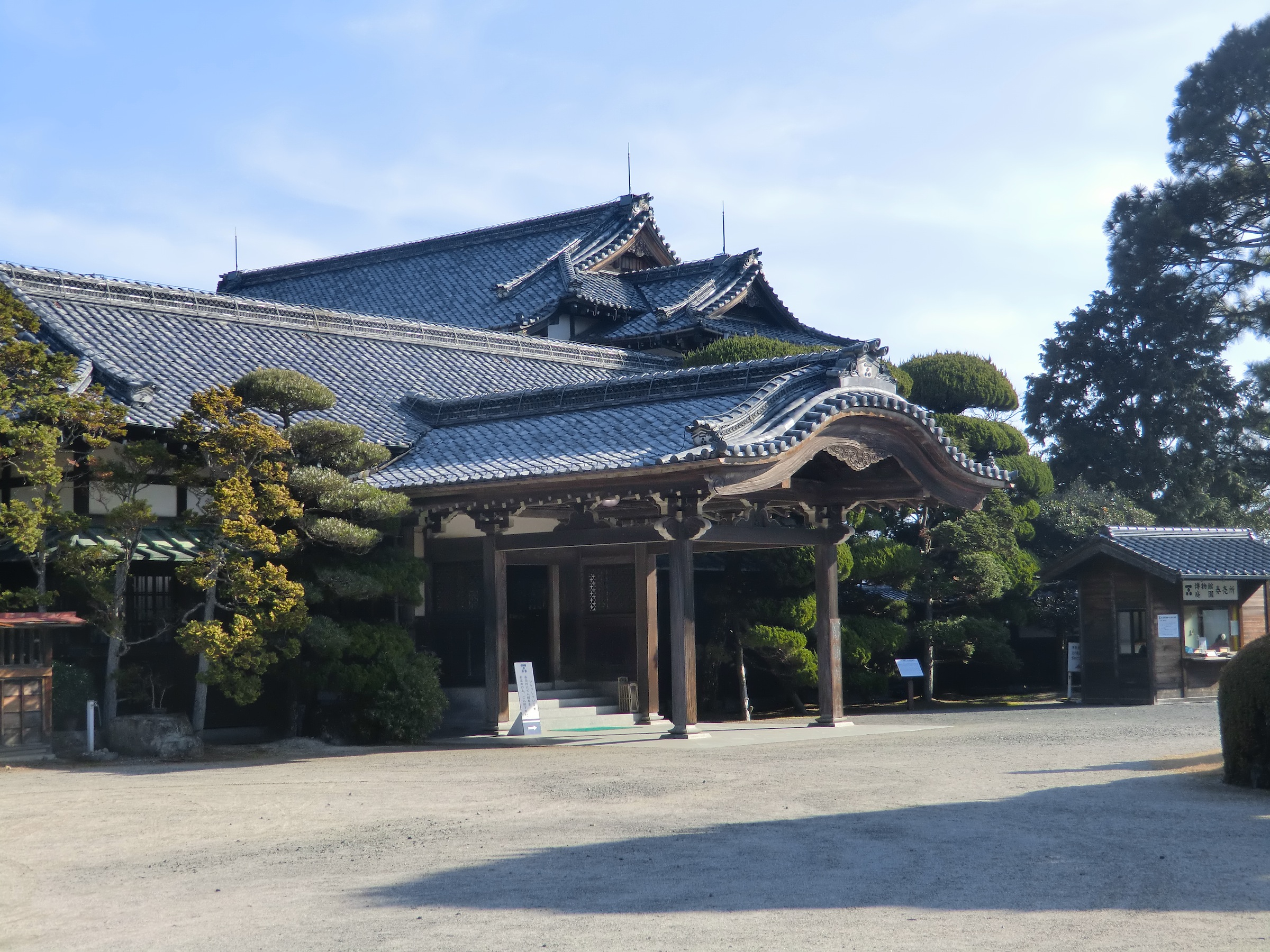
Venkovský dům vikomta Moriho Mototošiho (nyní Mori Museum)
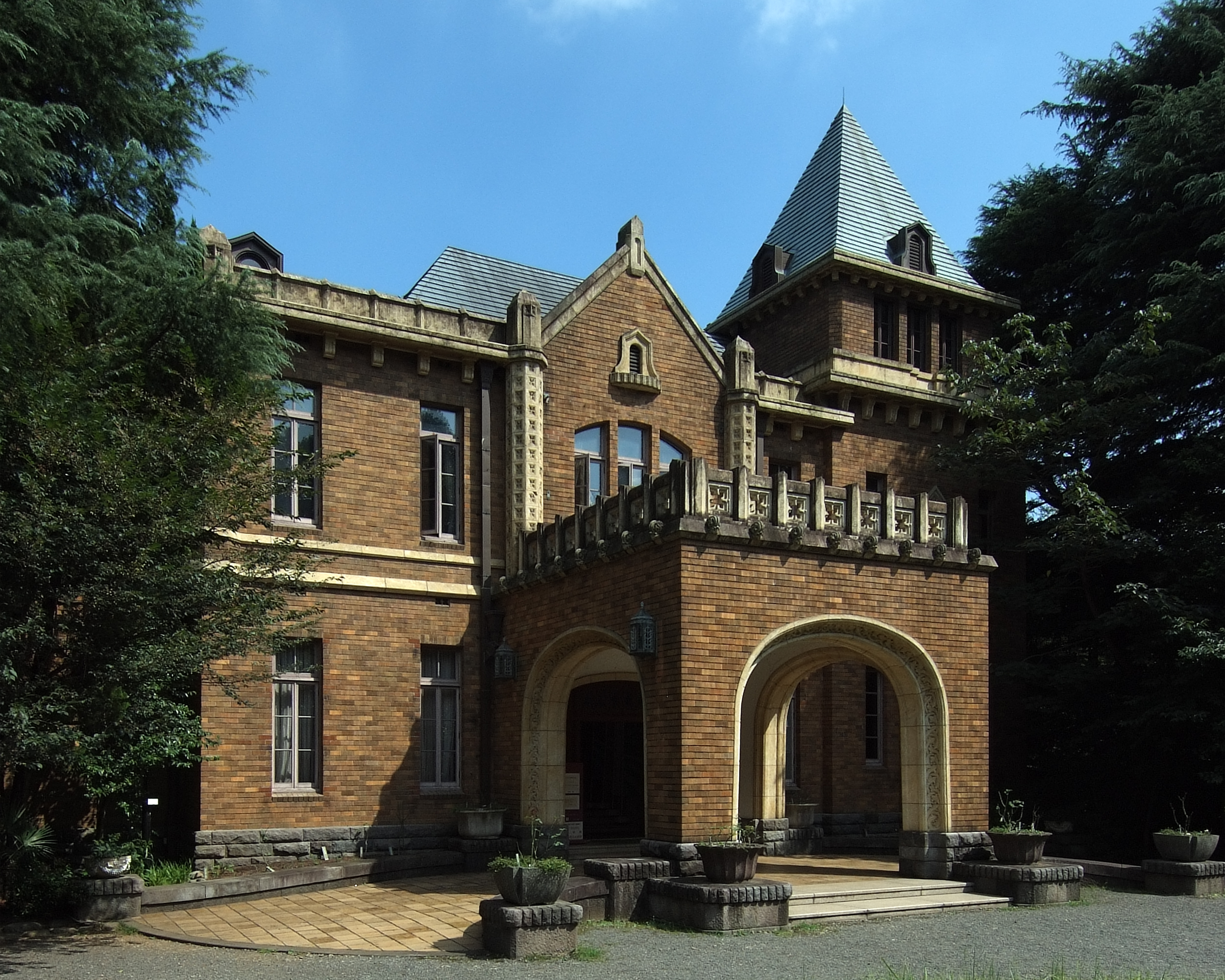
Bývalé sídlo markýze Maedy Tošinariho (nyní Park Komaba)
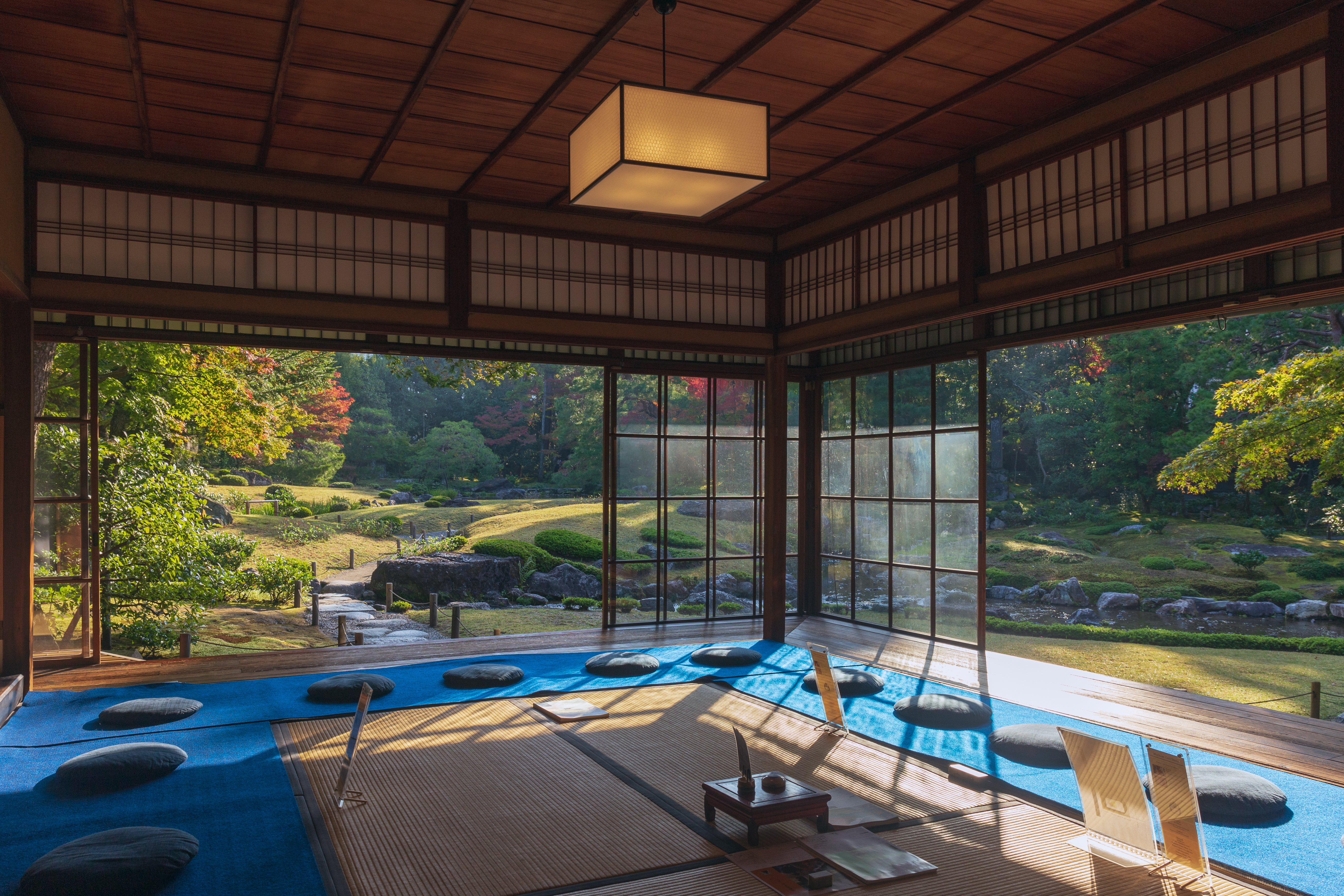
Bývalý kjótský dům prince Aritoma Jamagaty
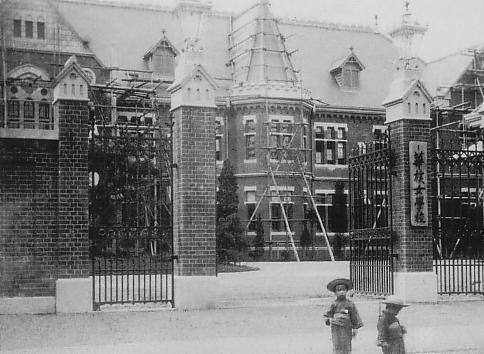
Kazoku dívčí škola v roce 1889
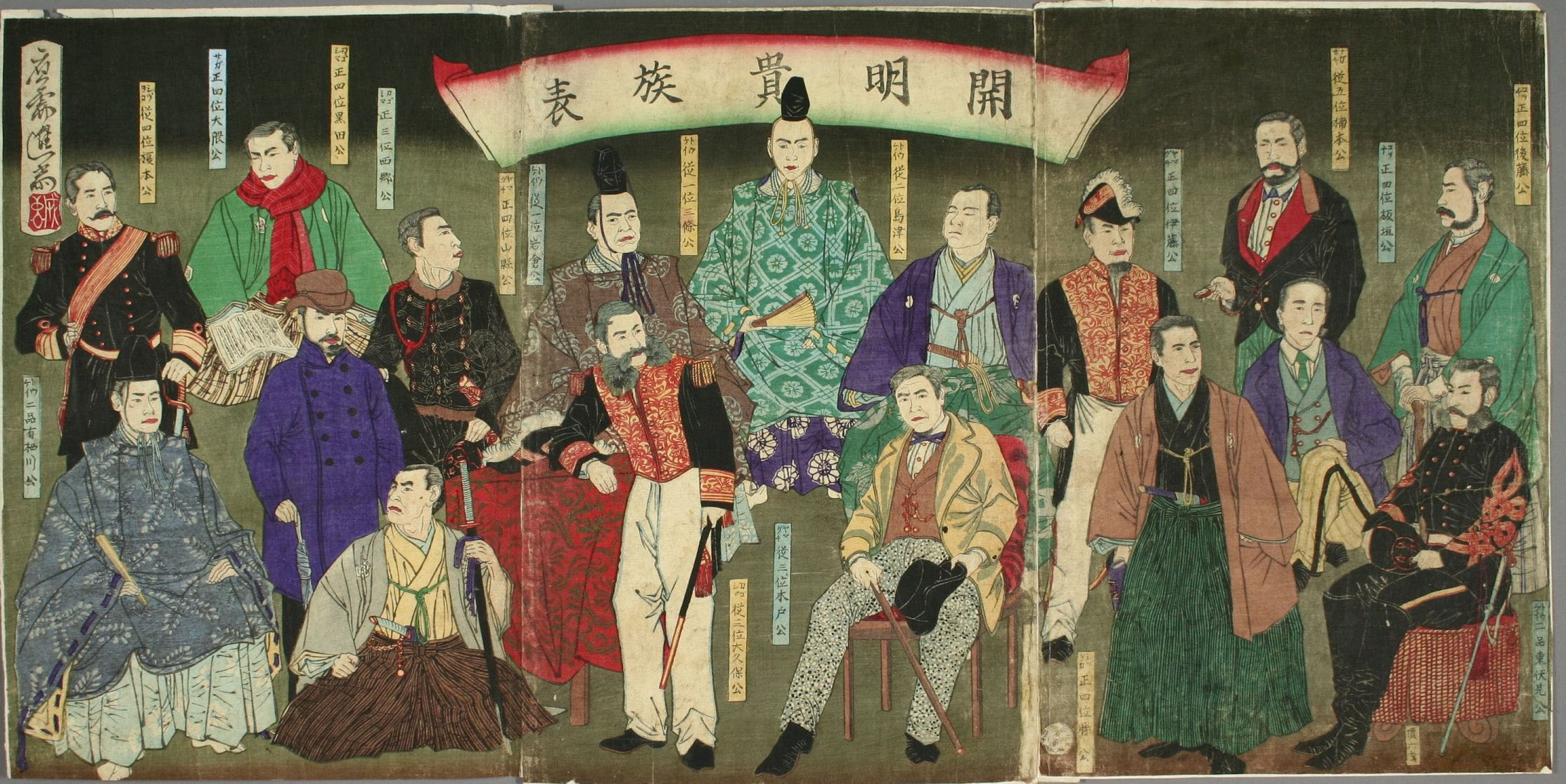
Deskotisk Osvícení páni, zobrazuje prominentní aristokratické politiky a vojenské velitele období Meidži, 1877
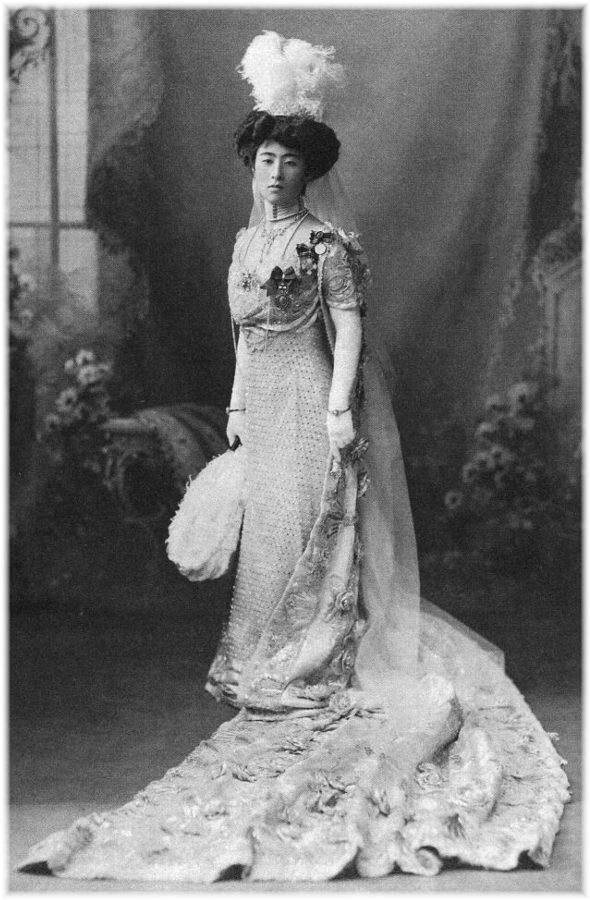
Icuko, Princezna z Našimoto (rozená Nabešima)
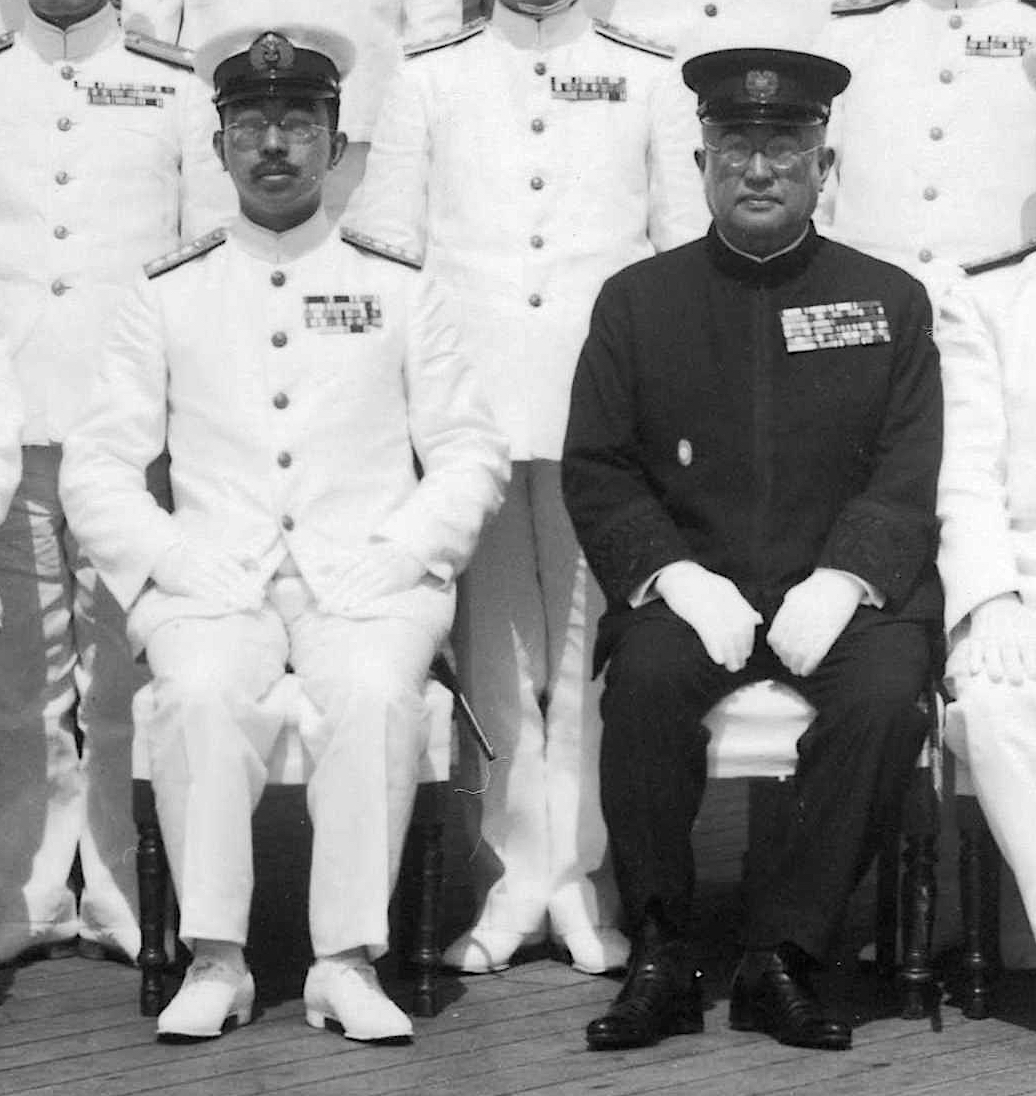
Cuneo Macudaira a císař Hirohito na lodi Musaši (1943)
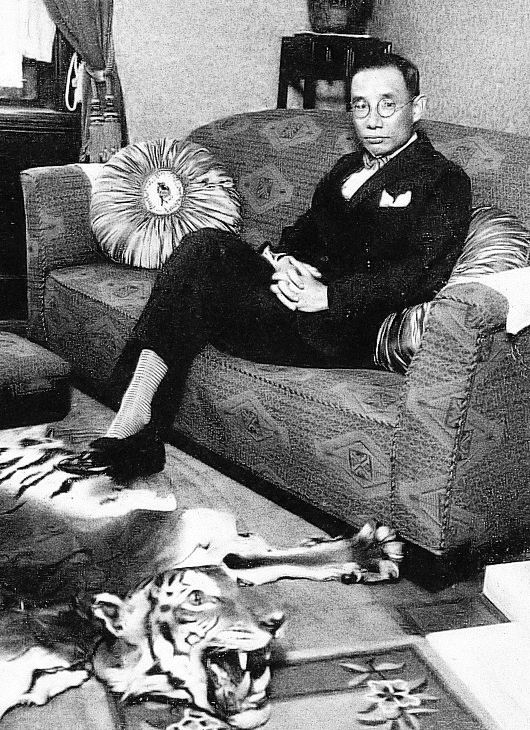
Markýz Jošičika Tokugawa s tigrem, kterého ulovil v Malajsku
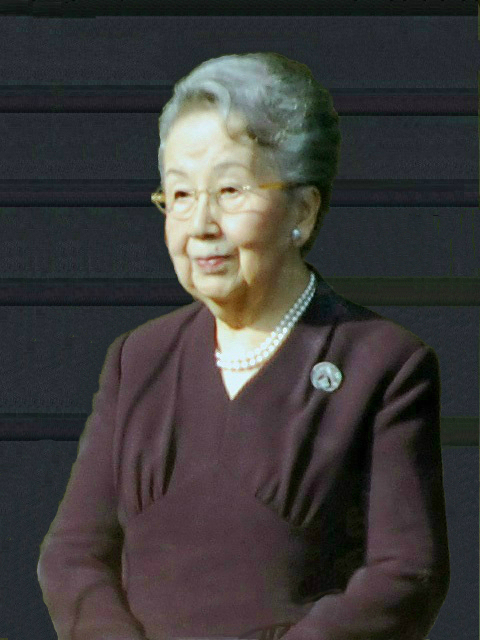
Juriko, princezna Mikasa, jedna z posledních členů císařské rodiny, která se narodila jako kazoku
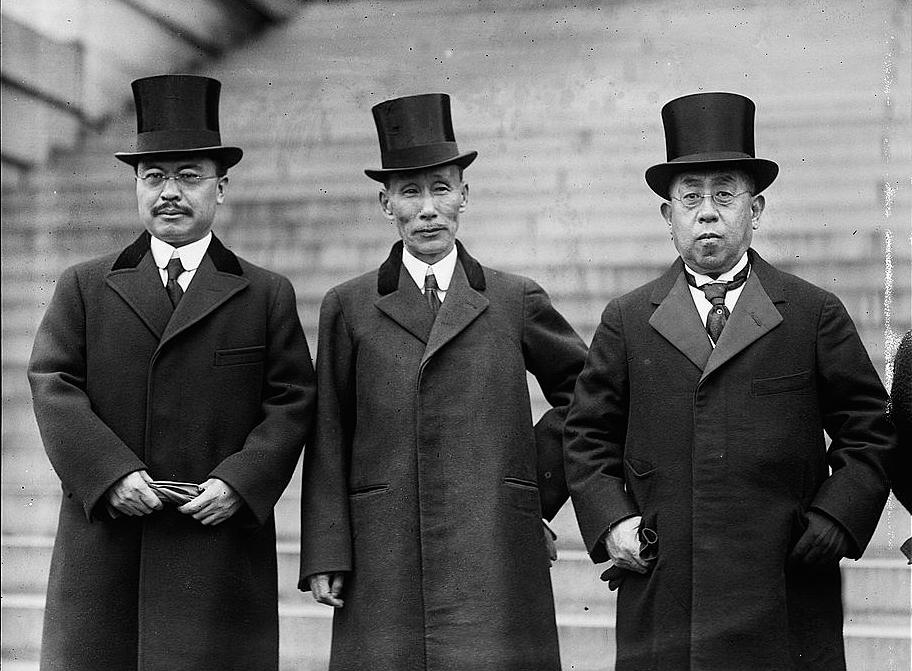
Baron Kudžiró Šidehara (pozdější premiér), vikomt Tomosaburó Kató a prince Iesato Tokugawa na Washingtonské námořní konferenci